# Борсуково (Солонешенський район)
Борсуко́во (рос. Барсуково) — село у складі Солонешенського району Алтайського краю, Росія. Входить до складу Тумановської сільської ради.

## Населення
Населення — 29 осіб (2010; 59 у 2002).
Національний склад (станом на 2002 рік):
- росіяни — 63 %
- алтайці — 30 %